# José Pedraza
José Pedraza Zúñiga (ur. 19 września 1937 w La Mojonera w stanie Michoacán, zm. 25 maja 1998 w Meksyku) – meksykański lekkoatleta chodziarz, wicemistrz olimpijski z 1968.
Zwyciężył w chodzie na 10 000 metrów (na bieżni) na igrzyskach Ameryki Środkowej i Karaibów w 1966 w San Juan. Odniósł również w chodzie na 20 kilometrów (na szosie) zwycięstwo podczas mistrzostw Ameryki Środkowej i Karaibów w 1967 w Xalapa-Enríquez. Zajął 2. miejsce na tym dystansie na igrzyskach panamerykańskich w 1967 w Winnipeg.
Na igrzyskach olimpijskich w 1968 w Meksyku zdobył srebrny medal w chodzie na 20 km. Wszedł na stadion jako trzeci, ale na bieżni wyprzedził reprezentanta ZSRR Mykołę Smahę i przegrał jedynie z Wołodymyrem Hołubnyczym (również z ZSRR). Startował na tych igrzyskach także w chodzie na 50 kilometrów, w którym zajął 8. miejsce.
Trenerem Pedrazy był Jerzy Hausleber.
Rekordy życiowe Pedrazy:
- chód na 20 kilometrów – 1:32:35 (1966)
- chód na 50 kilometrów – 4:37:51,4 (17 października 1968, Meksyk)